# Тибетское Евангелие
Тибе́тское Ева́нгелие — апокриф, якобы обнаруженный в 1887 году. Согласно ему, Иисус Христос до своего выхода на проповедь в Палестине жил в Индии и Тибете. Существование оригиналов данного апокрифа не подтверждено.

## Первая публикация
Впервые о существовании этого апокрифа стало известно после публикации его французского перевода Николаем Нотовичем.
По утверждению Нотовича, он нашёл тибетскую рукопись под названием «Жизнь св. Иссы» в 1887 году в буддийском монастыре Хемис (близ Леха). Некий лама рассказал ему о хранившимся в монастыре свитке, повествующем о Христе. Как сообщает Нотович, единого текста не было: разрозненные рассказы об Иссе входили в сборник различных по содержанию рукописей. С помощью одного из лам Нотович выстроил их в хронологической последовательности.
Лама рассказал ему о сохранившихся в монастыре сведениях об этих текстах. Предания об Иссе, по его словам, переданным Нотовичем, были записаны в Индии на языке пали в середине 1 века н. э. со слов людей, видевших Иссу, когда он жил в Индии и Непале, а также со слов индийских купцов, которые поддерживали торговые связи с Иерусалимом. Около 200 г. н. э. палийские свитки якобы привезли из Непала в Тибет. Впоследствии их перевели на тибетский язык в монастыре на «горе Марбур» близ Лхасы. В Хемисе якобы хранились копии этих переводов.

## Свидетельства Свами Абхедананды и Н. К. Рериха
Известный последователь Рамакришны Свами Абхедананда решил самостоятельно разыскать источники Нотовича в Хемисе и в этом преуспел. Во второй половине 1922 года он осуществил поездку, по результатам которой выпустил книгу «Путешествие в Кашмир и Тибет» (она была переведена с бенгальского на английский), куда он вставил добытые им самим переводы с тибетского с отрывками из книги Нотовича.
19 сентября 1925 года художник Н. К. Рерих записал в путевом дневнике:

«Так мы узнали о подлинности рукописи об Иссе. В Хеми лежит действительно старый тибетский перевод с манускрипта, написанного на пали и находящегося в известном монастыре недалеко от Лхасы. Наконец узнали преемственность очевидцев. Сказки о подделке разрушены. Есть особый смысл в том, чтобы рукопись сохранно лежала в Хеми, или Хемис. Есть особое значение в том, что ламы так тщательно скрывают её. Этой рукописи уместно лежать около Лэ, где была проповедь Иссы об общине мира, еще до проповеди в Палестине. Важно лишь знать содержание этого документа. Ведь рассказанная в нем проповедь об общине, о значении женщины, все указания на буддизм так поразительно современны. Понятно, почему рукопись сохранилась именно в Хеми. Это один из старейших монастырей Ладака, счастливо не разрушенный во время нашествия монголов и при гонениях на буддизм невежественными ордами Зоравара. Укромное положение монастыря, быть может, помогло его сохранности. Путь Великого Общинника проходил из Индии около этого места. Ламы знают значение документа; но почему миссионеры так яростно восстают и порочат рукопись? Неужели общинный облик Иссы и защита женщины им не нравится? Порочить так называемые апокрифы всякий умеет; для порочения много ума не надо. Но кто же не признает, что очень многие „апокрифы“ гораздо более основательны, нежели многие официальные свидетельства. Всеми признанная Краледворская рукопись оказалась подделкой, а многие подлинники не входят в чье-то разумение. Достаточно вспомнить про так называемое Евангелие Эбионитов, или Двенадцати. Такие авторитеты, как Ориген, Иероним, Епифаний, говорят о существовании этого жизнеописания. Иреней, во втором веке, знает его, а где же оно теперь? Вместо бесцельных споров лучше по-человечески продумайте факты и мысли, сообщаемые в жизнеописании „Иссы (то есть Иисуса), лучшего из сынов человеческих“. Оцените, насколько содержание манускрипта близко современному сознанию. И подивитесь, как широко знает весь Восток об этом документе. В конце концов важен не самый манускрипт, но важнее жизненность этой идеи в умах Азии.»
В своей книге «Алтай-Гималаи», написанной им в ходе Центрально-Азиатской экспедиции, Рерих пишет о том, что этот древний буддийский монастырь хранит учение Иисуса, а ламы отдают почтение Иисусу, здесь «прошедшему и учившему». Однако в другой своей книге Н. К. Рерих отрицал, что он открыл рукопись (о рукописи уже было известно), говорящую о пребывании Христа в Индии:

«Время от времени ко мне доходят нелепые слухи о том, что будто бы среди наших хождений по Азии мною открыт какой-то подлинный документ, чуть ли не от времени Христа. Не знаю, кому нужно и с какой целью выдумывать эту версию…»

## Критика
Современный российский буддолог А. А. Терентьев отмечает, что «Хотя книга Jesus in Indien известного немецкого буддолога Гюнтера Грюнбольда, обобщившая все версии и факты вокруг столетней давности легенды о посещении Иисусом Христом Индии, была опубликована достаточно давно, у нас в России, где по-прежнему сильны теософские идеи, особенно в интерпретации семьи Рерихов, очень многие всё ещё верят в сказки Нотовича».
Далее он обращает внимание на то, что Нотович ошибочно употребляет слово «свиток» по отношению к тибетским рукописям, поскольку «у тибетцев „свитков“ не бывает: тибетские рукописи имеют совсем другой облик».
Он обращает внимание также на свидетельства побывавших в тех же местах различных учёных. Так, известный востоковед Макс Мюллер, посетивший в июне 1894 года Ладакх, выяснил, что «никто не слышал о русском по имени Нотович». В свою очередь профессор английского языка и истории Колледжа Агры Джеймс Арчибальд Дуглас, повторивший в 1895 году тот же путь, который описал в своей статье Нотович, узнал, что никаких пантер там не водится, а кроме того жители местной деревни, о которой упоминал Нотович, ничего не знают о том, что несколько лет назад здесь кого-то из приезжих сагибов съел дикий зверь. 
Кроме того, Дуглас посетил тот самый монастырь в Хами, на который указывал Нотович как на место хранения текста, но после продолжительной беседы с настоятелем выяснил, что здесь никогда не останавливался белый иностранец со сломанной ногой, а термометр не только не был подарен, но настоятель даже не знал, что это за предмет. Настоятель определил сенсационные заявления Нотовича как «Ложь, и ничего кроме лжи!».
Терентьев также указывает на то, что сам Нотович 24 октября 1887 года, находясь в Кашмире, обращался к губернатору с прошением о разрешении посещения Ладакха и предоставлении ему носильщиков и проводника, но получил отказ, после которого был вынужден возвратиться в Кашмир, таким образом и он никогда и не мог побывать в монастыре.

## Текст
- «Тибетское евангелие» Жизнь святого Иссы, Наилучшего из Сынов Человеческих
- Неизвестная жизнь Иисуса Христа (Тибетское сказание), пер. с франц. под ред. Битнера В. В., СПб., 1910
- Неизвестная жизнь Иисуса Христа (Тибетское сказание), «Наука и религия», 1989, № 7-8; 1990, № 5
- Nicolas Notovitch (Auteur), Christian Bouchet (Préface). La vie inconnue de Jésus-Christ en Inde et au Tibet (Broché). Puiseaux, Pardès, 2004. ISBN 2867143454